# Denise Roth
Denise Roth (Oost-Berlijn, 12 september 1988) is een Duitse schaatsster. Ze is gespecialiseerd op de sprint. Het hoogtepunt van haar loopbaan is haar deelname aan de Olympische Winterspelen van 2014 in het Russische Sotsji. Ze werd daar in 21e op de 500 meter.

## Persoonlijke records
| Afstand    | Tijd    | Datum           | Baan    |
| ---------- | ------- | --------------- | ------- |
| 500 meter  | 38,22   | 19 januari 2013 | Calgary |
| 1000 meter | 1.16,62 | 19 januari 2013 | Calgary |
| 1500 meter | 2.00,63 | 18 maart 2012   | Calgary |
| 3000 meter | 4.29,58 | 2 februari 2008 | Berlijn |

## Resultaten
| Jaar | WK Sprint                | Olympische Spelen | WK Junioren                               |
| ---- | ------------------------ | ----------------- | ----------------------------------------- |
| 2008 |                          |                   | NC25 · (17e, 26e, 20e, -) · achtervolging |
| 2014 | 15e (13e, 17e, 13e, 16e) | 21e 500m          |                                           |

 NC# = niet gekwalificeerd voor de laatste afstand, maar wel als # geklasseerd in de eindrangschikking